# The Good Fight
The Good Fight é uma websérie produzida para o serviço de streaming da CBS, CBS All Access. É a primeira série de scripts original do CBS All Access. A série — criada por Robert King, Michelle King e Phil Alden Robinson — é um spin-off e sequência de The Good Wife, criada pelos Kings. A primeira temporada contém dez episódios, e estreou em 19 de fevereiro de 2017, com o primeiro episódio sendo exibido na CBS e os nove episódios seguintes no CBS All Access. A série foi inicialmente programada para ir ao ar em maio de 2017, mas foi adiada após os atrasos na produção obrigarem a CBS a adiar a estreia da nova série Star Trek: Discovery.
A série segue Christine Baranski como Diane Lockhart, pois ela perde o emprego depois que um enorme golpe financeiro destrói a reputação de sua afilhada Maia (Rose Leslie) e as economias de Diane, levando-as a se juntar a Lucca Quinn (Cush Jumbo) em um proeminente escritório de advocacia de Chicago. A série é estrelada por Baranski, Leslie, Jumbo, Erica Tazel, Sarah Steele, Justin Bartha, Delroy Lindo, Nyambi Nyambi, Michael Boatman e Audra McDonald, e apresenta Paul Guilfoyle e Bernadette Peters em papéis recorrentes. É executivo produzido por Robert King, Michelle King, Ridley Scott, David W. Zucker, Liz Glotzer, Brooke Kennedy e Alison Scott, com Phil Alden Robinson produzindo e co-escrevendo o primeiro episódio.
A quarta temporada de The Good Fight estreou em 9 de abril de 2020 e concluída em 28 de maio de 2020. A série foi renovada para uma quinta temporada.

## Produção

### Desenvolvimento
Em fevereiro de 2016, Michelle e Robert King, quando questionados sobre um spin-off, declararam que havia uma possibilidade de uma série de spin-off. Em maio de 2016, a CBS estava em negociações finais para estabelecer um spin-off com Christine Baranski reprisando seu papel como Diane Lockhart, mas que iria ao ar no CBS All Access em vez da rede. O spin-off foi oficialmente encomendado para a série em 18 de maio, com o retorno do Cush Jumbo. Em setembro de 2016, foi confirmado que o spin-off de 10 episódios estrearia em fevereiro de 2017, com a história pegando um ano após o episódio final da série original e vendo Diane sair de sua empresa após um golpe financeiro envolvendo seu protegido. acaba com suas economias, resultando em sua mudança para a empresa de Lucca Quinn. A série foi planejada inicialmente para ir ao ar em maio de 2017, mas foi transferida para fevereiro de 2017 após os atrasos na produção obrigarem a CBS a adiar a estréia da nova série, Star Trek: Discovery. Após meses de especulação, a CBS revelou o título da série spin-off, que foi revelada como The Good Fight, em 31 de outubro de 2016. Foi anunciado que The Good Fight estrearia em 19 de fevereiro de 2017. A CBS lançou o primeiro trailer do spinoff em 18 de dezembro de 2016, com cenas da estréia e de episódios posteriores.
Em 15 de março de 2017, a CBS All Access renovou o programa para uma segunda temporada, com um aumento na contagem de 13 episódios que estreou em 4 de março de 2018. Em 2 de maio de 2018, a série foi renovada para uma terceira temporada. Em janeiro de 2019, foi anunciado que a terceira temporada deve estrear na plataforma de streaming em 14 de março de 2019.
Em 23 de abril de 2019, a série foi renovada para uma quarta temporada, que estreou em 9 de abril de 2020. Apenas sete dos dez episódios programados foram totalmente concluídos antes de a produção parar devido à pandemia de COVID-19. Em 14 de maio de 2020, a CBS All Access renovou a série pela quinta temporada.
A partir do final da 2.ª temporada, e com mais destaque na 3.ª temporada, os episódios apresentam cada vez mais segmentos de videoclipes animados, escritos por Jonathan Coulton e produzidos pela Head Gear Animation, que discutem assuntos relevantes para um episódio. Coulton esteve envolvido na série anterior dos Kings, BrainDead, que apresentava repescagens musicais executadas pelo cantor. Os segmentos fizeram comparações com a série Schoolhouse Rock!, embora discuta tópicos como o processo de impeachment, acordos de não-divulgação e trolls russos. Coulton comentou que compartilhou a "sensibilidade de Kings de realmente mexer com a forma em si e cutucar a quarta parede um pouco", e recebeu uma quantidade relativa de liberdade criativa em relação ao conteúdo desses interlúdios. No entanto, a CBS solicitou a remoção de um segmento de um episódio da terceira temporada que discutisse a censura na China. A rede concordou em permitir a inclusão de um cartaz informando os espectadores sobre o conteúdo removido.

## Transmissão internacional
Em 8 de fevereiro de 2017, a série foi escolhida no Canadá pela Corus Entertainment para exibição no canal a cabo W Network; a estreia de transmissão americana da série seria transmitida pelo sistema de transmissão Global da Corus.
Em 2 de março de 2017, o Channel 4 confirmou que havia adquirido os direitos de transmissão do Reino Unido para a série para o canal More4, após o sucesso da série de progenitores The Good Wife no mesmo canal. A série estreou no More4 em 30 de março de 2017.
A HBO começou a exibir todos os dez episódios da primeira temporada em 1 de junho de 2017, em vários territórios europeus, enquanto a Zee Entertainment Enterprises da Índia obteve direitos exclusivos de TV por assinatura do The Good Fight por seu canal de entretenimento em inglês Zee Café, que também carregou The Good Wife na Índia.

## Recepção

### Crítica
The Good Fight recebeu elogios da crítica. O Rotten Tomatoes concluiu a primeira temporada com uma classificação de 98% com base em críticas de 55 críticos e uma classificação média de 8,18/10. O consenso crítico do sítio diz: "Um começo auspicioso para o CBS All Access, The Good Fight segue solidamente seu antecessor, permitindo novos estilos de narrativa, um escopo narrativo mais amplo e uma chance de sua liderança explorar um novo território com uma luta humana relacionada". No Metacritic, a primeira temporada recebeu uma pontuação de 80 com base em críticas de 45 críticos, indicando "críticas geralmente favoráveis".
O Los Angeles Times sugeriu que os criadores do The Good Fight, Robert e Michelle King, "ainda tinham a magia de The Good Wife" e, embora The Good Wife "já tivesse tomado seu curso" após as temporadas 6 e 7 terem recebido críticas medíocres, "eles só precisavam de uma lousa limpa" para permitir que eles continuem a explorar mais histórias desse universo fictício. Além disso, ao contrário de Good Wife, centrada na "tensão romântica" e atolada na vida amorosa de Alicia Florrick (Julianna Margulies), The Good Fight era considerado "refrescante para guiar a história de outra maneira", pois os relacionamentos "não são os pontos da trama que dirigem a história". Good Fight é considerado um raro exemplo de sucesso de um spin-off de uma telessérie, pois outras telesséries contemporâneas são reboots ou remakes.